# Neosilurus pseudospinosus
Neosilurus pseudospinosus är en fiskart som beskrevs av Allen och Feinberg, 1998. Neosilurus pseudospinosus ingår i släktet Neosilurus och familjen Plotosidae. Inga underarter finns listade i Catalogue of Life.